# Greenfield, Illinois
Greenfield là một thành phố thuộc quận Greene, tiểu bang Illinois, Hoa Kỳ. Năm 2010, dân số của thành phố này là 1071 người.

## Dân số
Dân số qua các năm:
- Năm 2000: 1179 người.
- Năm 2010: 1071 người.